# Campania lui Darius I în Sciția
Campania lui Darius I în Sciția a fost o expediție militară în Sciția europeană efectuată de Darius I, regele Imperiului Ahemenid în 513 î.Hr. Întregul război este relatat de Herodot în Istorii. Pe drumul său înspre Sciția Darius a fost nevoit să se confrunte și cu dacii, fiind prima apariție a lor în istorie.